# Chedra microstigma
Chedra microstigma là một loài bướm đêm thuộc họ Batrachedridae. Nó được miêu tả ở Oahu, nhưng có thể là loài nhập cư.
Ấu trùng ăn Cyperus laevigatus và Scirpus maritimus. Chúng ăn lá và đục thân cây chủ.